# Klínové písmo

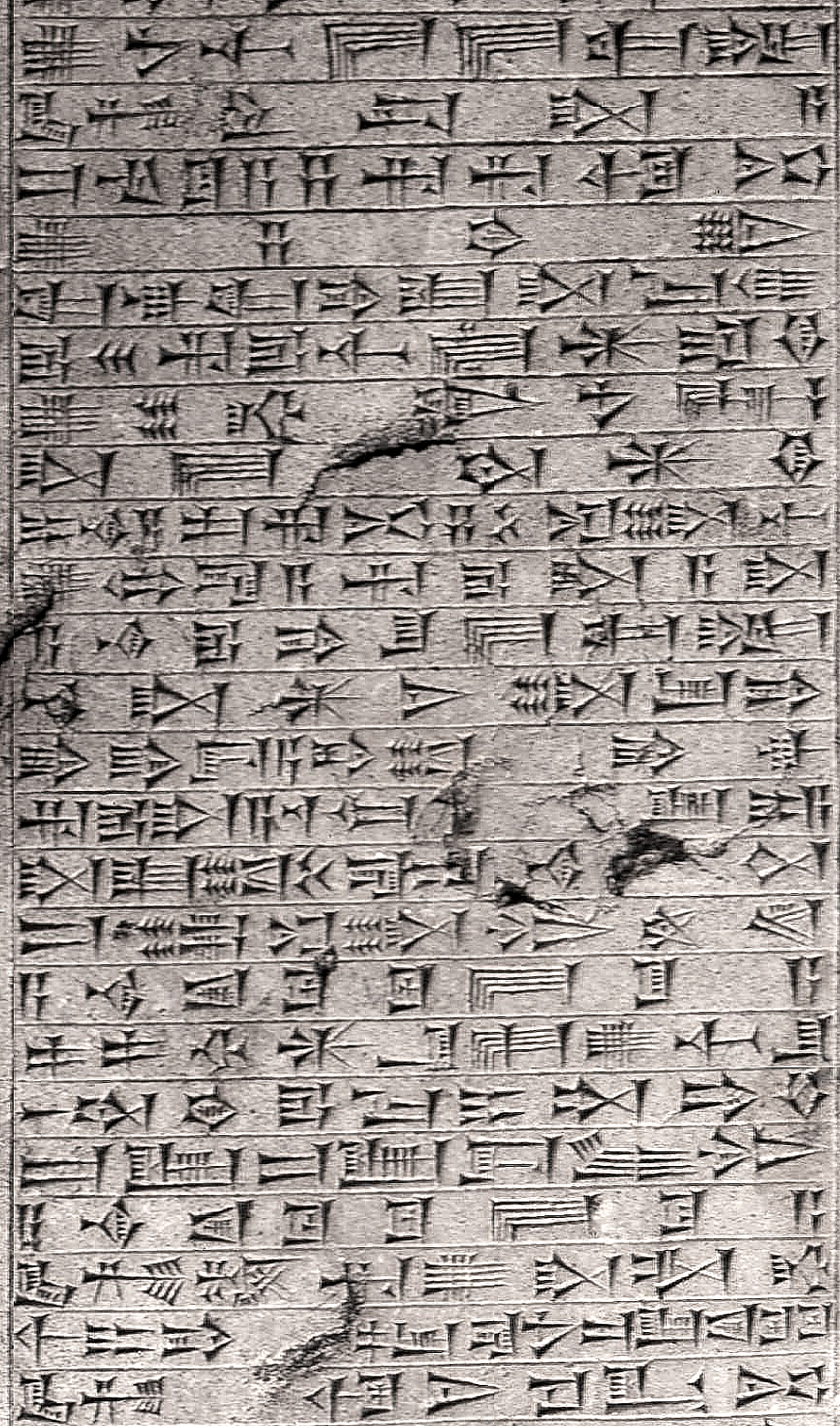
Klínové písmo na tabulce, která popisuje úspěchy, kterých dosáhl Nebukadnesar II. (pozdní verze písma)

Pojem klínové písmo znamená způsob zápisu, styl psaní znaků starověkých písem, určený prostředky dostupnými ve starověké Mezopotámii, tj. hlínou a rákosem.
Neoznačuje žádnou konkrétní sadu znaků, jako např. latinka nebo alfabeta. Znaky byly standardně psané, vytlačované rákosovým pisátkem do hlíny, nejčastěji ve formě hliněných tabulek, která mohla být kvůli trvanlivosti následně vypálena. K vypálení také došlo často nechtěně, když byla města vypálena nepřátelskými vojsky, což pro dnešní archeologii znamená uchování mnoha klínopisných textů, které by se jinak nezachovaly.
Klínopisné znaky ale mohly také být tesány do kamene či psány na jiný materiál.

## Historie použití

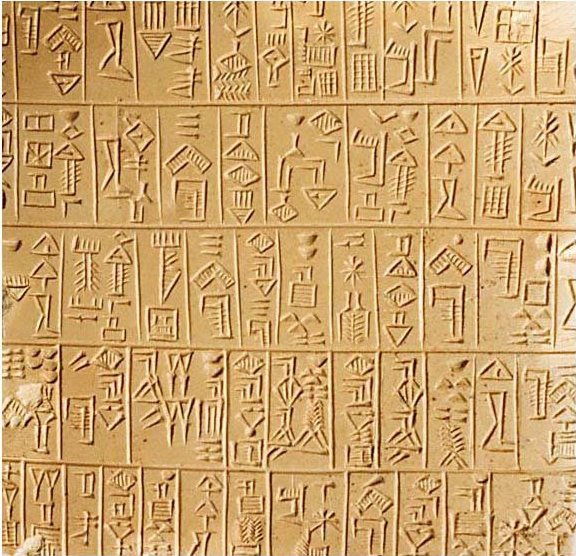
Archaický styl, zhruba 26. století př. n. l.

V jeho počátcích sumerské klínové znaky vycházely z původních, mnohem starších piktogramů, zapisovaných vertikálně do sloupců. Poté se zápis změnil na horizontální (zleva doprava), znaky byly otočeny o 90° a zjednodušeny (a fonemizovány), aby se daly znázornit ustálenými otisky rydla.
Tuto techniku později převzali Akkaďané (např. El-amarnské dopisy), Babyloňané a Asyřané, kteří toto písmo částečně upravili, stylizovali a zjednodušili pro svou semitskou akkadštinu jako slabičné, i když to ne vždy odpovídalo struktuře semitských jazyků, které toto písmo dále převzaly. Klínové písmo akkadských dialektů většinou není jednoznačné – znaky mají obvykle hodnotu slabikovou, ale mohou mít i hodnotu logogramu, tedy hodnotu celého slova. Kromě toho mohou prostě jen označovat druh slova, které následuje (např.  GIŠ „strom, dřevo“ či  DINGIR „bůh“), aniž by se četly. Takový znak, který obvykle stojí před slovem, se nazývá determinativ. Jednoznačné však nebyly ani samotné slabičné hodnoty znaků. Jeden znak může být čten několika způsoby a naopak jedna slabika může být zapsána několika různými znaky. Čtení těchto slabičných klínopisných textů je proto velmi složité a obtížné.
Jelikož klínové slabičné písmo, jak je používali Asyřané a Babyloňané, bylo značně komplikované, docházelo k jeho zjednodušením. Tím je například úprava babylonského klínopisu pro starou (indoevropskou) perštinu, která počet znaků notně omezila. Tak toto písmo však nepřevzaly jen mezopotámské semitské jazyky, ale i např. vzdálenější indoevropská chetitština. Vzhledem k slabičné formě znaků mohl pak Bedřich Hrozný chetitské texty dešifrovat a přečíst.
Kromě těchto slabikových a poloslabičných složitých písem existuje i klínové písmo ryze hláskové, kde každý znak odpovídá jedné hlásce (zde souhlásce, samohlásky se nezapisovaly). Tímto příkladem je ugaritské klínové písmo.
Později se prosadilo i v semitských jazycích jednodušší písmo hláskové podle fénického vzoru. S jeho rozmachem, souvisejícím také s prosazením nových psacích materiálů, zejména papyru s inkoustem, tak skončila éra klínového písma.